# ژان لارتگی

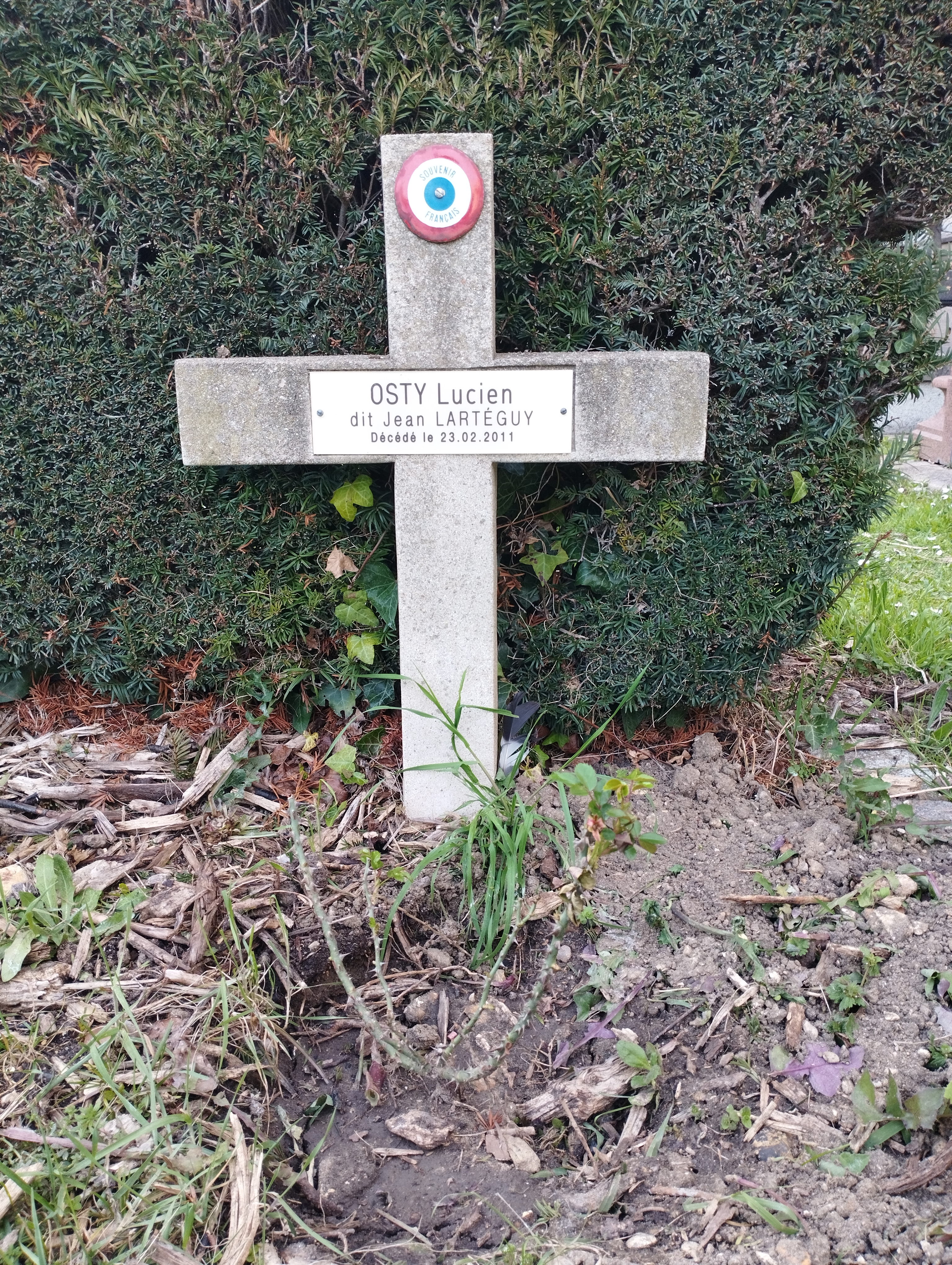
نمایی از سنگ‌مزار و آرامگاه ژان لارتگی – ۲۰۲۴

ژان پیر لوسین اوستی (Jean Pierre Lucien Osty) با نام مستعار ژان لارتگی (Jean Lartéguy)، نویسنده و روزنامه‌نگار اهل فرانسه بود که در ۵ سپتامبر ۱۹۲۰ در مزون-آلفور فرانسه متولد شد و در ۲۳ فوریهٔ ۲۰۱۱ در سن ۹۰ سالگی در هتل ملی لزنولید، پاریس درگذشت. لارتگی نخستین کسی بود که سناریوی بمب ساعتی را در رمان سال ۱۹۶۰ خود با عنوان «سنچوریون‌ها» تجسم بخشید.

## زندگی‌نامه
ژان لارتگی در خانواده‌ای به‌دنیا آمد که خودش آن را اینگونه توصیف می‌کند: «یکی از آن خانواده‌های رعیتی فقیر کوه‌نشین که نامشان بر یادواره‌های جنگی نقش بسته‌است ولی نه در کتاب‌های تاریخی». پدر و عموی او، هر دو در جنگ جهانی اول خدمت کرده‌اند. لارتگی، پس از اشغال کشورش توسط آلمانی‌ها، در ماه مارس ۱۹۴۲ از فرانسه به اسپانیا گریخت. او به مدت نه ماه در آنجا ماند و پیش از پیوستن به نیروهای فرانسه آزاد به‌عنوان یک افسر گروه یکم تکاور، مدتی در یک زندان فرانکویی روزگار گذرانید. در خلال جنگ، در ایتالیا، فرانسه (مناطق ووژ و بلفور) و آلمان به نبرد پرداخت. او به مدت هفت سال خدمت وظیفه فعال داشت تا اینکه فرماندهٔ ذخیره شد و از آن پس به حوزهٔ روزنامه‌نگاری ورود کرد. لارتگی نشان‌های نظامی متعددی دریافت کرد؛ ازجمله لژیون دونور، صلیب جنگ ۱۹۴۵–۱۹۳۹ و صلیب جنگ برای صحنه‌های عملیات برون‌مرزی.
پس از اتمام خدمت نظامی، لارتگی به کار گزارشگری جنگ به‌ویژه برای مجلهٔ پاری مچ پرداخت. گزارش‌های او، کشمکش‌های آذربایجان، کره، فلسطین، هندوچین، الجزایر و ویتنام را پوشش می‌داد. به‌دنبال یک ماجرا در آغاز جنگ کره، لارتگی داوطلبانه به گردان فرانسوی می‌پیوندد و در اثنای نبرد هارت بریک ریج (Battle of Heartbreak Ridge) با یک نارنجک دستی دشمن مجروج می‌شود. در آمریکای لاتین، او پیرامون انقلاب‌ها و شورش‌های مختلفی گزارش تهیه کرد و در سال ۱۹۶۷ اندکی پیش از دستگیری و اعدام چه گوارا با او مواجه شده‌است. لارتگی در شمارهٔ ژوئیهٔ ۱۹۶۷ مجلهٔ پاری مچ یک مقالهٔ مهم با عنوان چریک‌ها (به فرانسوی: Les Guerilleros) منتشر کرد و در آن نوشت: «در زمانی که انقلابیون کوبا می‌خواهند در همه جای دنیا ویتنام بسازند، آمریکایی‌ها در مخاطره بودند که الجزایر خود را در آمریکای لاتین پیدا کنند».
در سال ۱۹۵۵ جایزه آلبرت لوندر را برای روزنامه‌نگاری دریافت کرد.

## نویسندگی
تجربیات او به‌عنوان یک سرباز و گزارشگر جنگ بر نویسندگی او تأثیرگذار بود. برخی از پررنگ‌ترین موضوعات در نوشته‌های او عبارتند از: استعمارزدایی، ملی‌گرایی، گسترش کمونیسم، وضعیت جامعهٔ فرانسه پس از جنگ، و طبیعت ملال‌آور جنگ. رمان او با عنوان شیمرهای سیاه (به فرانسوی: Les chimères noires)، بازنمایی از نقشی است که روژه ترنکیه در زمان بحران کاتاناگا ایفا کرده‌است. این رمان که در سال ۱۹۶۳ منتشر شده‌است، به‌روشنی آشوب جنگ داخلی در کنگو را پس از قتل پاتریس لومومبا و بروز درگیری میان حکومت تجزیه‌طلب موسی چومبه و نیروهای سازمان ملل نشان می‌دهد. این رمان انتقاد شدیدی بر استعمار بلژیکی دارد و همچنین بیان موثقی است از دیدگاه‌های اروپا نسبت به آفریقای مرکزی پس از استقلال.
بسیاری از کتاب‌های او به زبان انگلیسی ترجمه شده‌اند، ولی موفق‌ترین آنها دو عنوان سنچوریون‌ها (به فرانسوی: Les centurions) و پرتورین‌ها (به فرانسوی: Les prétoriens) از مجموعه جنگ الجزایر هستند که اولی در سال ۱۹۶۶ در یک فیلم سینمایی معروف با عنوان فرمان گم‌شده با بازیگری آنتونی کوئین اقتباس شد. هر دو رمان را به عنوان رمان کلیددار تعبیر می‌کنند که حکایت سربازان کارکشته جنگ ویتنام است که غرق در سیاست‌های الجزایر شده‌اند؛ ازجمله مارسل بیژار و ژاک ماسو.
همچنین لارتگی در رمان خود با نام سنچوریون‌ها به‌عنوان نخستین کسی شناخته می‌شود که سناریوی بمب ساعتی را تجسم بخشیده‌است که در جدال‌های امروز بر سر استفاده از شکنجه در یک جایگاه ضدتروریسم دوباره راه یافته‌است. رمان‌های او را متخصصان نظامی از جمله دیوید پترائوس در مباحث جدید جنگ با تروریسم می‌خوانند.

## ترجمه آثار لارتگی در ایران
از میان آثار بسیار ژان لارتگی تنها یک کتاب با عنوان ی‍ک وی‍ت ک‍ن‍گ ی‍ک م‍ی‍ل‍ی‍ون دلار (به فرانسوی: Un million de dollars le Viet) توسط غلامرضا نجاتی به فارسی ترجمه شده‌است که اصل آن در سال ۱۹۶۵ منتشر شده و پیرامون جنگ ویتنام است.
جمالزاده نیز در کتاب خلقیات ما ایرانیان، در باب ۲۵ از قسمت سوم با عنوان «پاره‌ای از آنچه فرنگیها در این قرنهای اخیر در حق ما ایرانیان گفته‌اند»، بخش‌هایی از یک کتاب لارتگی را با عنوان ویزا برای ایران (به فرانسوی: Visa pour l'Iran) که در سال ۱۹۶۲ در پاریس به چاپ رسیده‌است، ترجمه و نقل کرده‌است.